# Siêu trí tuệ Việt Nam (mùa 2)
Mùa thứ hai của chương trình Siêu trí tuệ Việt Nam do Đài Truyền hình Thành phố Hồ Chí Minh và công ty Vie Channel thực hiện, được phát sóng từ ngày 21 tháng 11 năm 2020 đến ngày 30 tháng 1 năm 2021.

## Tuyển sinh
Sau nhiều lần bị hoãn do dịch COVID-19, chương trình đã tổ chức tuyển sinh mùa 2 khu vực phía Bắc tại Hà Nội trong hai ngày 17 và 18 tháng 9 năm 2020. Đối với khu vực phía Nam, ứng viên gửi bản đăng ký qua hộp thư điện tử của chương trình.

## Những thay đổi
So với mùa đầu tiên, mùa thứ hai có một số thay đổi quan trọng:
- Về thí sinh: 19 thí sinh được chọn sẽ tham gia vào các thử thách của chương trình mùa này.
- Về thử thách: Các thử thách ở mùa 2 sẽ nhấn mạnh hơn tính đa diện và đa chức năng của các bộ óc. Thí sinh không những chỉ có tư duy về mặt không gian mà còn phải có cả tư duy định lượng và có thể kết hợp được các yếu tố nghệ thuật, khoa học tự nhiên, khoa học xã hội...[3]
- Về sân khấu: Ở mùa 1, màn hình LED của sân khấu được thiết kế theo chiều ngang thì ở mùa 2, màn hình LED được uốn cong tạo cảm giác rộng lớn hơn.[1]

## Định dạng

Việt Hoàng, Thục Nữ và Nhựt Thịnh tại đêm chung kết của Siêu trí tuệ Việt Nam mùa 2.

### Vòng Lộ diện
Ứng viên với vai trò là người khiêu chiến sẽ phải chinh phục thử thách do chương trình đưa ra hoặc do thí sinh đề nghị. Các giám khảo sẽ cho điểm dựa trên độ khó của thử thách theo thang điểm từ 1 đến 5, tổng số điểm của ba vị giám khảo là điểm dự đoán của giám kháo cho phần thử thách. Sau khi phần thử thách kết thúc, giám khảo khoa học sẽ tiến hành chấm điểm (theo thang điểm 10); nếu điểm của giám khảo khoa học và tổng điểm dự đoán của các giám khảo nhân lại với nhau từ 80 điểm trở lên, thí sinh sẽ được xuất hiện ở khu vực "khán đài danh dự" và được gia nhập vào Biệt đội Siêu trí tuệ Việt Nam (gọi là "được tiến cấp"). Số điểm tối đa mà một thí sinh có thể đạt được là 150.
Trong trường hợp không hoàn thành thử thách, thí sinh sẽ không được giám khảo khoa học chấm điểm và bị loại khỏi chương trình.

### Vòng Tuyên chiến
Những người được tiến cấp ở vòng trước sẽ đối đầu với nhau hoặc nhận lời khiêu chiến từ những ứng viên mới để tìm ra những gương mặt xuất sắc nhất đại diện Việt Nam thi đấu quốc tế. Có hai phương thức khiêu chiến ở vòng này:
1. Người khiêu chiến mới đến thách đấu với một tuyển thủ đã tiến cấp có cùng năng lực, nếu thách đấu thành công sẽ thay thế vị trí của tuyển thủ đó. Trong trường hợp người bị thách đấu không chấp nhận tuyên chiến, người thách đấu sẽ phải dự thi cá nhân, và các giám khảo cũng sẽ chấm điểm như ở vòng 1. Nếu điểm của thí sinh này cao hơn so với người từ chối thách đấu thì coi như thách đấu thành công, ngược lại thí sinh sẽ bị loại.
2. Những tuyển thủ có năng lực tương đương trong biệt đội sẽ phải đối đầu với nhau để chọn ra người xuất sắc nhất, những tuyển thủ có năng lực không trùng với bất kì ai sẽ được đặc cách không phải thi đấu nếu như không có người khiêu chiến đến thách đấu.

### Vòng Chung kết
Do ảnh hưởng của đại dịch COVID-19 khiến các tuyển thủ quốc tế không thể đến Việt Nam, vòng thi đấu giữa các tuyển thủ trong nước được diễn ra thay thế cho vòng Giao hữu quốc tế. Bốn thí sinh xuất sắc nhất mùa 2 sẽ thi đấu với ba tuyển thủ có cùng năng lực với họ của mùa 1.

### Cơ cấu giải thưởng

#### Vòng Lộ diện
Nếu được tiến cấp, thí sinh sẽ nhận được một kỷ niệm chương của chương trình và giải thưởng 100 triệu đồng từ thương hiệu Sting bên cạnh việc được gia nhập biệt đội Siêu trí tuệ Việt Nam.
Ngoài ra, nhà tài trợ mì 3 Miền còn trao ba giải 50 triệu đồng và bộ sản phẩm mì 3 Miền cho ba thí sinh may mắn.

#### Vòng Tuyên chiến
Các thí sinh trong biệt đội Siêu trí tuệ Việt Nam tham gia vòng này sẽ tạm thời trao lại kỷ niệm chương của chương trình trước khi tham gia trận đấu. Chỉ có thí sinh giành chiến thắng trận đấu mới nhận được kỷ niệm chương bên cạnh việc được bước tiếp vào biệt đội Siêu trí tuệ Việt Nam.
Ngoài ra, nhà tài trợ mì 3 Miền cũng trao các giải thưởng trị giá 50 triệu đồng và bộ sản phẩm mì 3 Miền cho các thí sinh may mắn.

#### Vòng chung kết
Các thí sinh giành chiến thắng trận đấu sẽ nhận được một kỷ niệm chương của chương trình. Ngoài ra, các thí sinh ấn tượng trong vòng này sẽ nhận được các giải thưởng sau:
- Giải thưởng đặc biệt 150 triệu đồng từ nhà tài trợ Sting.
- Giải thưởng từ nhà tài trợ mì 3 Miền với tổng giá trị 800 triệu đồng cùng bộ sản phẩm mì 3 Miền.[5]
- 30 triệu đồng từ ban tổ chức dành cho các thí sinh chưa may mắn nhưng có thành tích ấn tượng trong vòng chung kết.

## Các số phát sóng

### Vòng Lộ diện
| Chú giải | Thí sinh đạt từ 80 điểm trở lên và được đi tiếp vào vòng trong | Thí sinh đạt dưới 80 điểm trở xuống và phải chia tay với chương trình | Thí sinh không hoàn thành thử thách và phải chia tay với chương trình |

Lưu ý: Đối với những thí sinh không hoàn thành thử thách trong vòng 1, điểm của giám khảo khoa học được quy ước là 0 điểm.

#### Tập 1
| # | Tên thí sinh        | Năm sinh | Tỉnh/thành | Thử thách        | Mô tả | Độ khó tăng thêm                                                        | Điểm dự đoán từ giám khảo | Điểm số từ giám khảo khoa học | Điểm chung cuộc |
| - | ------------------- | -------- | ---------- | ---------------- | --- | ----------------------------------------------------------------------- | ------------------------- | ----------------------------- | --------------- |
| 1 | Dương Lê Hoàng Hiệp | 2001     | Bến Tre    | Đường cong kỳ ảo | Ban giám khảo chọn 6 trong số 70 bánh răng được chuẩn bị trên sân khấu với kích cỡ khác nhau, mỗi bánh răng được khoét hai lỗ, sau đó chuyên viên kỹ thuật sẽ vẽ họa tiết lên giấy dựa trên các bánh răng đã chọn. Người khiêu chiến xem qua các bánh răng, sau đó dựa vào các họa tiết đã vẽ suy luận vị trí trên sân khấu của bánh răng tương ứng với họa tiết. Xác định đúng vị trí của 5/6 bánh răng, thử thách thành công.                | Thí sinh chỉ được quan sát ít hơn một nửa bức tranh vẽ các họa tiết đó. | 14                        | 9                             | 126             |
| 2 | Nguyễn Văn Khanh    | 1998     | Vĩnh Phúc  | Mã đi tuần       | Thử thách này dựa trên quy luật nước đi của quân Mã trong bàn cờ vua. Ban giám khảo chọn tùy ý 2 trong số các ô trên bàn cờ (tương ứng với điểm xuất phát và kết thúc) và gán các giá trị số vào hai ô đã chọn, sau đó chọn một con số bất kỳ gồm 3 chữ số. Người khiêu chiến không được nhìn bàn cờ và phải suy luận các nước đi cho quân cờ sao cho tổng giá trị của các ô trong các hàng ngang/hàng dọc trên bàn cờ bằng với con số đã cho. | Không                                                                   | 15                        | 9                             | 135             |

#### Tập 2
| STT | Tên thí sinh         | Năm sinh | Tỉnh/thành | Thử thách          | Mô tả | Độ khó tăng thêm                                                                  | Điểm dự đoán từ giám khảo | Điểm số từ giám khảo khoa học | Điểm chung cuộc |
| --- | -------------------- | -------- | ---------- | ------------------ | --- | --------------------------------------------------------------------------------- | ------------------------- | ----------------------------- | --------------- |
| 1   | Nguyễn Minh Quân     | 2013     | Bình Dương | Địa đồ đơn sắc     | Toàn bộ bản đồ thế giới được chia ra và thể hiện trên 23 tấm bản đồ theo khu vực địa lý, đều được vẽ bằng một nét đơn đồng nhất. Thí sinh có 10 phút để hệ thống 23 bản đồ. Sau đó, tất cả các bản đồ được tháo ra thành hơn 1.100 mảnh ghép. Ban giám khảo chọn tùy ý 5 mảnh ghép, người khiêu chiến xác định vị trí của các mảnh trên lưới tọa độ và cho biết mảnh ghép đó thuộc bản đồ khu vực nào. Xác định đúng 4/5 mảnh ghép, thử thách thành công. | Không                                                                             | 15                        | 8                             | 120             |
| 2   | Hồ Đinh Đức Thái Tân | 1998     | Ninh Thuận | Điểm ảnh phát sáng | 28 bức hình được trưng bày trên 7 chiếc TV, mỗi bức hình có gần 1 triệu điểm ảnh. Ban giám khảo lần lượt chọn ngẫu nhiên 3 mảnh cắt từ 28 bức hình này theo các tỷ lệ 4x4, 5x5 và 6x6. Người khiêu chiến cần xác định mảnh cắt được đưa ra thuộc bức hình nào. Xác định đúng 2/3 hình, thử thách thành công. | Thí sinh phải xác định thêm tọa độ của mảnh cắt được yêu cầu trên hình đã chọn.   | 15                        | 9                             | 135             |
| 3   | Nguyễn Thục Nữ       | 1996     | Quảng Nam  | Thư viện mini      | Ban giám khảo và MC chọn ngẫu nhiên và đọc một phần nội dung trên bìa của 5 cuốn sách trong một thư viện được dựng sẵn. Người khiêu chiến phải liệt kê các thông tin: tên tác phẩm, tác giả, năm xuất bản đầu tiên và đơn vị phát hành. Liệt kê đúng thông tin của 4/5 cuốn sách, thử thách thành công. | Tuyển thủ xác định đúng 2/3 tên tác phẩm từ các từ khóa mà ban giám khảo cung cấp | 14                        | 10                            | 140             |

#### Tập 3
| STT | Tên thí sinh        | Năm sinh | Tỉnh/thành | Thử thách         | Mô tả | Độ khó tăng thêm                                                              | Điểm dự đoán từ giám khảo | Điểm số từ giám khảo khoa học | Điểm chung cuộc |
| --- | ------------------- | -------- | ---------- | ----------------- | --- | ----------------------------------------------------------------------------- | ------------------------- | ----------------------------- | --------------- |
| 1   | Nguyễn Thiện Phương | 2000     | Hà Nội     | Toán tính nhẩm    | Người khiêu chiến phải trả lời nhanh và chính xác 5 bài toán: 3 phép nhân (7 chữ số nhân 7 chữ số, 8 chữ số nhân 8 chữ số, 9 chữ số nhân 9 chữ số) và 2 phép chia (49 chữ số chia 44 chữ số, 52 chữ số chia 46 chữ số). | Không                                                                         | 12                        | 0                             | 0               |
| 2   | Võ Thanh Liêm       | 1991     | Tiền Giang | Bách số đa nhiệm  | Trên sân khấu có một kiện hàng chứa 100 thùng mì ăn liền đã được sắp xếp với năm loại khác nhau. Ở mỗi thùng mì có ghi các dữ liệu cần phải ghi nhớ đồng thời bao gồm: số thứ tự, khu vực, số gói mì, số phiếu xuất kho, số lượng, màu sắc và hương vị cụ thể của 4/5 loại mì. Sau đó, ban giám khảo tùy chọn 3 thùng mì. Người khiêu chiến cần nhanh chóng truy xuất các thông tin được yêu cầu cho từng loại mì. Thực hiện chính xác ở 3/3 thùng mì, thử thách thành công.                   | Không                                                                         | 15                        | 8                             | 120             |
| 3   | Đỗ Thành Đạt        | 2001     | Thái Bình  | Chòm sao tri thức | Ban giám khảo chọn ngẫu nhiên 1 trong 105 khối đa diện bán đều (13 khối Archimedes và 92 khối Johnson ) để máy tính khai triển thành hình hai chiều và ẩn đi các đường kẻ, chỉ để lại những điểm sáng. Các điểm sáng này được giấu trong một "bầu trời" với hơn 10.000 điểm sáng. Người khiêu chiến cần quan sát và tìm ra vị trí đúng của các điểm sáng, sau đó vẽ các đường kẻ nối các điểm sáng với nhau thành hình hai chiều ban đầu và chỉ ra đúng khối đa diện mà ban giám khảo đã chọn. | Trong suốt phần thi có các "sao chổi" chuyển động trên màn hình để gây nhiễu. | 15                        | 10                            | 150             |

#### Tập 4
| STT | Tên thí sinh           | Năm sinh | Tỉnh/thành  | Thử thách            | Mô tả | Độ khó tăng thêm | Điểm dự đoán từ giám khảo | Điểm số từ giám khảo khoa học | Điểm chung cuộc |
| --- | ---------------------- | -------- | ----------- | -------------------- | --- | ---------------- | --- | --- | --- |
| 1   | Nguyễn Hoàng Nghĩa     | 2000     | Hải Phòng   | Sudoku tốc độ        | Thử thách này có hai vòng đấu. Ở vòng đấu thứ nhất, cả ba thí sinh sẽ giao đấu ba lượt. Trong mỗi lượt đấu, dựa trên đề bài có sẵn trên lưới 9x9, thí sinh cần điền các số từ 1 đến 9 một cách chính xác trong khoảng thời gian ngắn nhất có thể. Điểm số ở mỗi lượt của thí sinh được tính theo thời gian trả lời và kết quả ứng với thang điểm 1, 2 và 3. Sau ba lượt đấu, thí sinh có tổng điểm thấp nhất sẽ bị loại, hai thí sinh còn lại bước tiếp vào vòng đấu thứ hai. Vòng thứ hai cũng có ba lượt đấu, thí sinh hoàn thành phần thi nhanh nhất và kết quả chính xác nhất được 1 điểm, nếu sai điểm thuộc về thí sinh còn lại. Sau vòng này, thí sinh có tổng điểm cao hơn sẽ là người chiến thắng. | Không            | Diễn biến tóm tắt: - Vòng đầu tiên, Hoàng Nghĩa và Minh Tiến cùng có 7 điểm và tiếp tục vào vòng hai. Thúy Vy bị loại do có số điểm thấp nhất sau 3 lượt với 3 điểm. - Vòng thứ hai, Minh Tiến giành chiến thắng tuyệt đối 2-0 trước Hoàng Nghĩa. - Minh Tiến giành được 84 điểm (12 điểm dự đoán từ các giám khảo và 7 điểm từ giám khảo khoa học) và được tiến cấp. | Diễn biến tóm tắt: - Vòng đầu tiên, Hoàng Nghĩa và Minh Tiến cùng có 7 điểm và tiếp tục vào vòng hai. Thúy Vy bị loại do có số điểm thấp nhất sau 3 lượt với 3 điểm. - Vòng thứ hai, Minh Tiến giành chiến thắng tuyệt đối 2-0 trước Hoàng Nghĩa. - Minh Tiến giành được 84 điểm (12 điểm dự đoán từ các giám khảo và 7 điểm từ giám khảo khoa học) và được tiến cấp. | Diễn biến tóm tắt: - Vòng đầu tiên, Hoàng Nghĩa và Minh Tiến cùng có 7 điểm và tiếp tục vào vòng hai. Thúy Vy bị loại do có số điểm thấp nhất sau 3 lượt với 3 điểm. - Vòng thứ hai, Minh Tiến giành chiến thắng tuyệt đối 2-0 trước Hoàng Nghĩa. - Minh Tiến giành được 84 điểm (12 điểm dự đoán từ các giám khảo và 7 điểm từ giám khảo khoa học) và được tiến cấp. |
| 1   | Phan Minh Tiến         | 1998     | Thái Nguyên | Sudoku tốc độ        | Thử thách này có hai vòng đấu. Ở vòng đấu thứ nhất, cả ba thí sinh sẽ giao đấu ba lượt. Trong mỗi lượt đấu, dựa trên đề bài có sẵn trên lưới 9x9, thí sinh cần điền các số từ 1 đến 9 một cách chính xác trong khoảng thời gian ngắn nhất có thể. Điểm số ở mỗi lượt của thí sinh được tính theo thời gian trả lời và kết quả ứng với thang điểm 1, 2 và 3. Sau ba lượt đấu, thí sinh có tổng điểm thấp nhất sẽ bị loại, hai thí sinh còn lại bước tiếp vào vòng đấu thứ hai. Vòng thứ hai cũng có ba lượt đấu, thí sinh hoàn thành phần thi nhanh nhất và kết quả chính xác nhất được 1 điểm, nếu sai điểm thuộc về thí sinh còn lại. Sau vòng này, thí sinh có tổng điểm cao hơn sẽ là người chiến thắng. | Không            | Diễn biến tóm tắt: - Vòng đầu tiên, Hoàng Nghĩa và Minh Tiến cùng có 7 điểm và tiếp tục vào vòng hai. Thúy Vy bị loại do có số điểm thấp nhất sau 3 lượt với 3 điểm. - Vòng thứ hai, Minh Tiến giành chiến thắng tuyệt đối 2-0 trước Hoàng Nghĩa. - Minh Tiến giành được 84 điểm (12 điểm dự đoán từ các giám khảo và 7 điểm từ giám khảo khoa học) và được tiến cấp. | Diễn biến tóm tắt: - Vòng đầu tiên, Hoàng Nghĩa và Minh Tiến cùng có 7 điểm và tiếp tục vào vòng hai. Thúy Vy bị loại do có số điểm thấp nhất sau 3 lượt với 3 điểm. - Vòng thứ hai, Minh Tiến giành chiến thắng tuyệt đối 2-0 trước Hoàng Nghĩa. - Minh Tiến giành được 84 điểm (12 điểm dự đoán từ các giám khảo và 7 điểm từ giám khảo khoa học) và được tiến cấp. | Diễn biến tóm tắt: - Vòng đầu tiên, Hoàng Nghĩa và Minh Tiến cùng có 7 điểm và tiếp tục vào vòng hai. Thúy Vy bị loại do có số điểm thấp nhất sau 3 lượt với 3 điểm. - Vòng thứ hai, Minh Tiến giành chiến thắng tuyệt đối 2-0 trước Hoàng Nghĩa. - Minh Tiến giành được 84 điểm (12 điểm dự đoán từ các giám khảo và 7 điểm từ giám khảo khoa học) và được tiến cấp. |
| 1   | Trần Nguyễn Thúy Vy    | 2002     | Kiên Giang  | Sudoku tốc độ        | Thử thách này có hai vòng đấu. Ở vòng đấu thứ nhất, cả ba thí sinh sẽ giao đấu ba lượt. Trong mỗi lượt đấu, dựa trên đề bài có sẵn trên lưới 9x9, thí sinh cần điền các số từ 1 đến 9 một cách chính xác trong khoảng thời gian ngắn nhất có thể. Điểm số ở mỗi lượt của thí sinh được tính theo thời gian trả lời và kết quả ứng với thang điểm 1, 2 và 3. Sau ba lượt đấu, thí sinh có tổng điểm thấp nhất sẽ bị loại, hai thí sinh còn lại bước tiếp vào vòng đấu thứ hai. Vòng thứ hai cũng có ba lượt đấu, thí sinh hoàn thành phần thi nhanh nhất và kết quả chính xác nhất được 1 điểm, nếu sai điểm thuộc về thí sinh còn lại. Sau vòng này, thí sinh có tổng điểm cao hơn sẽ là người chiến thắng. | Không            | Diễn biến tóm tắt: - Vòng đầu tiên, Hoàng Nghĩa và Minh Tiến cùng có 7 điểm và tiếp tục vào vòng hai. Thúy Vy bị loại do có số điểm thấp nhất sau 3 lượt với 3 điểm. - Vòng thứ hai, Minh Tiến giành chiến thắng tuyệt đối 2-0 trước Hoàng Nghĩa. - Minh Tiến giành được 84 điểm (12 điểm dự đoán từ các giám khảo và 7 điểm từ giám khảo khoa học) và được tiến cấp. | Diễn biến tóm tắt: - Vòng đầu tiên, Hoàng Nghĩa và Minh Tiến cùng có 7 điểm và tiếp tục vào vòng hai. Thúy Vy bị loại do có số điểm thấp nhất sau 3 lượt với 3 điểm. - Vòng thứ hai, Minh Tiến giành chiến thắng tuyệt đối 2-0 trước Hoàng Nghĩa. - Minh Tiến giành được 84 điểm (12 điểm dự đoán từ các giám khảo và 7 điểm từ giám khảo khoa học) và được tiến cấp. | Diễn biến tóm tắt: - Vòng đầu tiên, Hoàng Nghĩa và Minh Tiến cùng có 7 điểm và tiếp tục vào vòng hai. Thúy Vy bị loại do có số điểm thấp nhất sau 3 lượt với 3 điểm. - Vòng thứ hai, Minh Tiến giành chiến thắng tuyệt đối 2-0 trước Hoàng Nghĩa. - Minh Tiến giành được 84 điểm (12 điểm dự đoán từ các giám khảo và 7 điểm từ giám khảo khoa học) và được tiến cấp. |
| 2   | Đặng Ngọc Phương Trinh | 2000     | Lâm Đồng    | Xúc xắc bí ẩn        | Ban giám khảo tiến hành chọn ngẫu nhiên 100 trên 1000 số thứ tự được đánh số từ 000 đến 999 và gán tùy ý cho 100 chiếc cốc. Mỗi chiếc cốc sẽ được ảo thuật gia lắc ra 3 giá trị xúc xắc ngẫu nhiên. Trong thời gian quy định, thí sinh phải ghi nhớ đồng thời bộ số gồm số thứ tự và giá trị xúc xắc có trong 100 chiếc cốc. Mỗi chiếc cốc chỉ được quan sát 1 lần trong 10 giây. Sau khi quan sát, giám khảo chọn 5 số thứ tự tùy ý, thí sinh phải cho biết 3 giá trị xúc xắc tương ứng với số thứ tự đó. Chính xác 4/5 bộ số, thử thách thành công. | Không            | 12 | 8 | 96 |
| 3   | Quảng Trọng Trí        | 1993     | Kiên Giang  | Viễn thám tinh thông | Trên sân khấu có 2.319 bức ảnh vệ tinh tương ứng với 2319 phường và thị trấn của Việt Nam. Ban giám khảo tiến hành chọn ngẫu nhiên một đơn vị hành chính bất kỳ gồm: 51 thị xã thuộc tỉnh, 78 thành phố thuộc tỉnh, 49 quận thuộc thành phố trực thuộc trung ương, 529 huyện thuộc tỉnh. Trong thời gian ngắn nhất, thí sinh phải trích xuất thông tin, thu thập đầy đủ ảnh chụp vệ tinh các phường và thị trấn trực thuộc các đơn vị hành chính do ban giám khảo lựa chọn. Thu thập đầy đủ và chính xác, thử thách thành công. | Không            | 15 | 9 | 135 |

#### Tập 5
| STT | Tên thí sinh        | Năm sinh | Tỉnh/thành            | Thử thách          | Mô tả | Độ khó tăng thêm                               | Điểm dự đoán từ giám khảo | Điểm số từ giám khảo khoa học | Điểm chung cuộc |
| --- | ------------------- | -------- | --------------------- | ------------------ | --- | ---------------------------------------------- | ------------------------- | ----------------------------- | --------------- |
| 1   | Hoàng Đình Anh Quốc | 2002     | Thành phố Hồ Chí Minh | Kết nối 3 miền     | Người khiêu chiến sẽ giải một bài toán tư duy logic dưới dạng kết nối các miền, mỗi miền có số đường kết nối khác nhau. Tuyển thủ suy luận, chuyển đổi thông tin để tìm ra cách kết nối các miền một cách logic nhất, sao cho không để miền nào bị cô lập; giữa mỗi miền với nhau có không quá 2 đường kết nối; các đường kết nối chỉ có thể song song hoặc vuông góc mà không được giao nhau. | Không                                          | 15                        | 8                             | 120             |
| 2   | Nguyễn Đình Thiết   | 1990     | Nghệ An               | Hành trình lặp ảnh | 4 bộ bài 52 lá được xáo trộn một cách tùy ý, sau đó cứ 2 bộ bài ghép lại với nhau tạo ra 1 bộ bài lớn gồm 104 lá. Trong thời gian ngắn nhất, tuyển thủ phải ghi nhớ cùng lúc 2 bộ bài lớn, sau đó sử dụng 4 bộ bài mới để khôi phục lại các lá bài theo đúng thứ tự đã ghi nhớ của 2 bộ bài lớn này. Khôi phục chính xác, thử thách thành công.                                                | Không                                          | 13                        | 0                             | 0               |
| 3   | Nguyễn Đức Giang    | 1998     | Hà Nội                | Origami biến hình  | Mỗi tác phẩm origami đều có một thiết kế đồ với 2 mặt A và B, ban giám khảo tùy ý thêm các điểm không trùng lặp vị trí trên 2 mặt này. Tuyển thủ tính toán, suy luận và cho biết có bao nhiêu điểm chấm lộ ra ngoài sau khi hình thành mô hình của tác phẩm. Thử thách thành công khi chính xác 2/3 hình.                                                                                      | Thí sinh tự phân biệt mặt quan sát là A hay B. | 15                        | 9                             | 135             |

#### Tập 6
| STT | Tên thí sinh      | Năm sinh | Tỉnh/thành | Thử thách               | Mô tả | Độ khó tăng thêm | Điểm dự đoán từ giám khảo | Điểm số từ giám khảo khoa học | Điểm chung cuộc |
| --- | ----------------- | -------- | ---------- | ----------------------- | --- | ---------------- | ------------------------- | ----------------------------- | --------------- |
| 1   | Lâm Nhựt Thịnh    | 2001     | Tây Ninh   | Sudoku lập phương       | Một khối lập phương 4x4x4 được khai triển thành 6 mặt, mỗi mặt có 16 ô vuông. Giám kháo tùy ý điền 2 con số và 2 màu sắc lên 4 mặt khác nhau, người khiêu chiến (bị bịt mắt) phải điền 16 màu và 16 số từ 1 đến 16 lên 96 ô vuông sao cho các số trong mỗi mặt, mỗi hàng, mỗi cột, mỗi vòng không được lặp lại, đồng thời mỗi cặp màu và số chỉ được sử dụng đúng 1 lần. | Không            | 15                        | 9                             | 135             |
| 2   | Nguyễn Vũ Mai Hân | 1986     | Ninh Thuận | Khai triển 3D           | Trên sân khấu có 50 khối đa diện 3D với độ phức tạp khác nhau. Ở mỗi khối đa diện, máy tính chọn ngẫu nhiên 5 hình để khai triển thành hình 2D và ẩn đi các đường kẻ, chỉ để lại những điểm chấm. Ban giám khảo chọn 3 khối đa diện bất kỳ và tiến hành sửa đổi một chi tiết nhỏ của một trong 5 hình khai triển. Người khiêu chiến ghi nhớ 50 khối đa diện, sau đó lần lượt quan sát 5 hình 2D của mỗi khối để tìm ra chính xác khối đa diện ban đầu và xác định hình 2D đã được sửa đổi, đồng thời chỉ ra đúng vị trí chi tiết đã được sửa đổi ở hình 2D đó. Xác định chính xác 2/3 khối, thử thách thành công. | Không            | 15                        | 0                             | 0               |
| 3   | Lê Duy Bách       | 1998     | Hà Nội     | Số nguyên tố tung hoành | Một mật mã được giấu trong 3 cụm từ khóa, chúng được tạo lập từ 3 bảng chữ cái riêng, mỗi bảng gồm 26 chữ cái từ A đến Z tương ứng với một dãy số nguyên tố liên tiếp. Tuyển thủ chỉ được biết số nguyên tố ứng với chữ A ở 3 bảng chữ cái, sau đó quan sát và tìm ra bộ số nguyên tố trong 3 dãy số chạy ngang dọc trên màn hình để giải ra từ khóa. Sau khi giải được cả 3 từ khóa, tuyển thủ đưa ra mật mã cần tìm. | Không            | 15                        | 10                            | 150             |

### Vòng Tuyên chiến
Cố vấn Khoa học Dương Anh Vũ là giám khảo khách mời xuyên suốt của vòng này.
| Chú giải | Thí sinh xuất hiện từ vòng 1 và khiêu chiến thành công | Thí sinh xuất hiện từ vòng 1 nhưng khiêu chiến thất bại | Thí sinh khiêu chiến thành công | Thí sinh khiêu chiến thất bại |

#### Tập 7
| STT | Tên thí sinh           | Năm sinh | Tỉnh/thành | Thử thách          | Mô tả | Diễn biến và kết quả |
| --- | ---------------------- | -------- | ---------- | ------------------ | --- | --- |
| 1   | Nguyễn Văn Khanh       | 1998     | Vĩnh Phúc  | Hành trình vô định | 200 ô được thiết lập một cách ngẫu nhiên trên ứng dụng. Ban giám khảo chọn 1 màu làm màu mục tiêu và chọn 1 trong 3 màu sắc còn lại cho 1 ô bất kỳ trong đó. Dựa vào định lý bốn màu, thí sinh tô màu các ô còn lại sao cho số các ô chứa màu mục tiêu là ít nhất. Sau mỗi bước đi, các ô màu sẽ bị ẩn ngay lập tức và thí sinh hoàn toàn không biết được quá trình điền ô màu của chính mình. Trong khi thực hiện thử thách, tuyển thủ được quyền kiểm tra đáp án với mức phạt đóng băng bài thi trong thời gian 30 giây, không giới hạn số lần kiểm tra đáp án và quyền kiểm tra các nước đi của mình trong vòng 10 giây, tối đa 5 lần. Sau khi hoàn thành, người thắng cuộc sẽ được xác định theo các tiêu chí: số ô màu mục tiêu ít hơn, thời gian sử dụng ít hơn. | Nhựt Thịnh có 6 màu mục tiêu, ít hơn của Văn Khanh (9 màu) và đồng thời hoàn thành việc tô các ô màu nhanh hơn nên đã giành chiến thắng trận đấu này. |
| 1   | Lâm Nhựt Thịnh         | 2001     | Tây Ninh   | Hành trình vô định | 200 ô được thiết lập một cách ngẫu nhiên trên ứng dụng. Ban giám khảo chọn 1 màu làm màu mục tiêu và chọn 1 trong 3 màu sắc còn lại cho 1 ô bất kỳ trong đó. Dựa vào định lý bốn màu, thí sinh tô màu các ô còn lại sao cho số các ô chứa màu mục tiêu là ít nhất. Sau mỗi bước đi, các ô màu sẽ bị ẩn ngay lập tức và thí sinh hoàn toàn không biết được quá trình điền ô màu của chính mình. Trong khi thực hiện thử thách, tuyển thủ được quyền kiểm tra đáp án với mức phạt đóng băng bài thi trong thời gian 30 giây, không giới hạn số lần kiểm tra đáp án và quyền kiểm tra các nước đi của mình trong vòng 10 giây, tối đa 5 lần. Sau khi hoàn thành, người thắng cuộc sẽ được xác định theo các tiêu chí: số ô màu mục tiêu ít hơn, thời gian sử dụng ít hơn. | Nhựt Thịnh có 6 màu mục tiêu, ít hơn của Văn Khanh (9 màu) và đồng thời hoàn thành việc tô các ô màu nhanh hơn nên đã giành chiến thắng trận đấu này. |
| 2   | Đặng Thu Hiền          | 1999     | Lâm Đồng   | Hoán đổi           | Trên sân khấu có 50 bộ búp bê Matryoshka, mỗi bộ gồm 5 con. Ban giám khảo xáo trộn búp bê và số thứ tự dựa theo vị trí tương ứng của chúng. Các thí sinh có 40 phút ghi nhớ trước khi bước vào 2 vòng đấu. - Vòng 1: Ban giám khảo lựa chọn 1 con búp bê bất kỳ, cả ba tuyển thủ phải xác định vị trí hiện tại của 5 con thuộc bộ búp bê đó trong 5 phút. Có tổng cộng 3 lượt thi, điểm thi được tính theo hệ số tương ứng; trường hợp thí sinh bằng điểm thì ưu tiên người có số lượng đáp án đúng nhiều hơn ở 3 lượt đấu. Thí sinh có điểm số thấp nhất sau ba lượt sẽ bị loại. - Vòng 2: Ban giám khảo chọn ngẫu nhiên 10 con búp bê, 2 thí sinh lần lượt bấm chuông giành quyền trả lời để xác định vị trí. Ở mỗi lượt bấm, tuyển thủ có 3 giây để đưa ra đáp án, nếu không đưa ra đáp án hoặc trả lời sai thì điểm thuộc về người còn lại. Kết thúc vòng 2, thí sinh có điểm số cao hơn sẽ giành chiến thắng. | - Sau vòng 1, Phương Trinh có 8 điểm, Thanh Liêm và Thu Hiền cùng có 5 điểm. Phương Trinh bước vào vòng 2 nhờ có điểm số cao nhất, cùng với Thu Hiền là người chiến thắng lượt thi phụ khi đoán đúng vị trí của búp bê nhanh hơn Thanh Liêm. - Ở vòng 2, Phương Trinh và Thu Hiền cùng có 5 điểm sau 10 lượt đoán đầu tiên. Sau đó, Phương Trinh đã đoán đúng vị trí của con búp bê thứ 11 nhanh hơn Thu Hiền và giành chiến thắng. |
| 2   | Đặng Ngọc Phương Trinh | 2000     | Lâm Đồng   | Hoán đổi           | Trên sân khấu có 50 bộ búp bê Matryoshka, mỗi bộ gồm 5 con. Ban giám khảo xáo trộn búp bê và số thứ tự dựa theo vị trí tương ứng của chúng. Các thí sinh có 40 phút ghi nhớ trước khi bước vào 2 vòng đấu. - Vòng 1: Ban giám khảo lựa chọn 1 con búp bê bất kỳ, cả ba tuyển thủ phải xác định vị trí hiện tại của 5 con thuộc bộ búp bê đó trong 5 phút. Có tổng cộng 3 lượt thi, điểm thi được tính theo hệ số tương ứng; trường hợp thí sinh bằng điểm thì ưu tiên người có số lượng đáp án đúng nhiều hơn ở 3 lượt đấu. Thí sinh có điểm số thấp nhất sau ba lượt sẽ bị loại. - Vòng 2: Ban giám khảo chọn ngẫu nhiên 10 con búp bê, 2 thí sinh lần lượt bấm chuông giành quyền trả lời để xác định vị trí. Ở mỗi lượt bấm, tuyển thủ có 3 giây để đưa ra đáp án, nếu không đưa ra đáp án hoặc trả lời sai thì điểm thuộc về người còn lại. Kết thúc vòng 2, thí sinh có điểm số cao hơn sẽ giành chiến thắng. | - Sau vòng 1, Phương Trinh có 8 điểm, Thanh Liêm và Thu Hiền cùng có 5 điểm. Phương Trinh bước vào vòng 2 nhờ có điểm số cao nhất, cùng với Thu Hiền là người chiến thắng lượt thi phụ khi đoán đúng vị trí của búp bê nhanh hơn Thanh Liêm. - Ở vòng 2, Phương Trinh và Thu Hiền cùng có 5 điểm sau 10 lượt đoán đầu tiên. Sau đó, Phương Trinh đã đoán đúng vị trí của con búp bê thứ 11 nhanh hơn Thu Hiền và giành chiến thắng. |
| 2   | Võ Thanh Liêm          | 1991     | Tiền Giang | Hoán đổi           | Trên sân khấu có 50 bộ búp bê Matryoshka, mỗi bộ gồm 5 con. Ban giám khảo xáo trộn búp bê và số thứ tự dựa theo vị trí tương ứng của chúng. Các thí sinh có 40 phút ghi nhớ trước khi bước vào 2 vòng đấu. - Vòng 1: Ban giám khảo lựa chọn 1 con búp bê bất kỳ, cả ba tuyển thủ phải xác định vị trí hiện tại của 5 con thuộc bộ búp bê đó trong 5 phút. Có tổng cộng 3 lượt thi, điểm thi được tính theo hệ số tương ứng; trường hợp thí sinh bằng điểm thì ưu tiên người có số lượng đáp án đúng nhiều hơn ở 3 lượt đấu. Thí sinh có điểm số thấp nhất sau ba lượt sẽ bị loại. - Vòng 2: Ban giám khảo chọn ngẫu nhiên 10 con búp bê, 2 thí sinh lần lượt bấm chuông giành quyền trả lời để xác định vị trí. Ở mỗi lượt bấm, tuyển thủ có 3 giây để đưa ra đáp án, nếu không đưa ra đáp án hoặc trả lời sai thì điểm thuộc về người còn lại. Kết thúc vòng 2, thí sinh có điểm số cao hơn sẽ giành chiến thắng. | - Sau vòng 1, Phương Trinh có 8 điểm, Thanh Liêm và Thu Hiền cùng có 5 điểm. Phương Trinh bước vào vòng 2 nhờ có điểm số cao nhất, cùng với Thu Hiền là người chiến thắng lượt thi phụ khi đoán đúng vị trí của búp bê nhanh hơn Thanh Liêm. - Ở vòng 2, Phương Trinh và Thu Hiền cùng có 5 điểm sau 10 lượt đoán đầu tiên. Sau đó, Phương Trinh đã đoán đúng vị trí của con búp bê thứ 11 nhanh hơn Thu Hiền và giành chiến thắng. |

#### Tập 8
| STT | Tên thí sinh         | Năm sinh | Tỉnh/thành | Thử thách        | Mô tả | Diễn biến và kết quả |
| --- | -------------------- | -------- | ---------- | ---------------- | --- | --- |
| 1   | Nguyễn Đức Giang     | 1998     | Hà Nội     | Tư duy thị giác  | Trên sân khấu có 100 viên đá ong, mỗi viên được cắt đôi thành 2 viên nhỏ và sắp xếp vào 2 cột A và B với số thứ tự tương ứng từ 1 đến 100. Giám khảo chọn 3 viên bất kỳ ở cột A và bố trí giữa sân khấu. Trong 60 phút, hai thí sinh quan sát và ghi nhớ hình dáng và cấu trúc của 3 viên đá được chọn và nhanh chóng tiến đến cột B để truy tìm một nửa còn lại trùng khớp tuyệt đối với cột A. Người chiến thắng được xác đinh theo: số đáp án chính xác nhiều hơn, sử dụng ít thời gian hơn. | Đức Giang có 2 lần lựa chọn chính xác, nhiều hơn số lần lựa chọn chính xác của Thái Tân (1 lần) và đồng thời hoàn thành thử thách nhanh hơn Thái Tân nên đã giành chiến thắng trận đấu này.                                                                             |
| 1   | Hồ Đinh Đức Thái Tân | 1998     | Ninh Thuận | Tư duy thị giác  | Trên sân khấu có 100 viên đá ong, mỗi viên được cắt đôi thành 2 viên nhỏ và sắp xếp vào 2 cột A và B với số thứ tự tương ứng từ 1 đến 100. Giám khảo chọn 3 viên bất kỳ ở cột A và bố trí giữa sân khấu. Trong 60 phút, hai thí sinh quan sát và ghi nhớ hình dáng và cấu trúc của 3 viên đá được chọn và nhanh chóng tiến đến cột B để truy tìm một nửa còn lại trùng khớp tuyệt đối với cột A. Người chiến thắng được xác đinh theo: số đáp án chính xác nhiều hơn, sử dụng ít thời gian hơn. | Đức Giang có 2 lần lựa chọn chính xác, nhiều hơn số lần lựa chọn chính xác của Thái Tân (1 lần) và đồng thời hoàn thành thử thách nhanh hơn Thái Tân nên đã giành chiến thắng trận đấu này.                                                                             |
| 2   | Nguyễn Thị Lan Anh   | 2000     | Bắc Giang  | Linh vật ẩn mình | 8 bộ mật mã gồm 3 chữ số được mã hóa trong 8 bộ nonogram. Hai tuyển thủ cần sử dụng tư duy logic để mã hóa và tìm ra 8 bộ số này bằng cách suy luận và đánh dấu tất cả các ô dựa trên các số gợi ý. Sau đó, căn cứ vào 8 bộ mật mã này để suy luận, tìm ra hình ảnh con trâu được ẩn trong ma trận số với hàng nghìn con số to nhỏ được sắp xếp theo các hướng khác nhau. Hai thí sinh xác định đáp án trong 30 hình ảnh con trâu để chỉ ra con trâu đã được giấu trong ma trận số. Đáp án được xác nhận khi một trong hai tuyển thủ bấm chuông giành quyền trả lời, tuyển thủ còn lại có 10 phút để hoàn thành thử thách. Người nào có đáp án chính xác và sử dụng thời gian ít hơn sẽ giành chiến thắng. | Cả hai đều đưa ra đáp án không chính xác cho số thứ tự tương ứng với con trâu cần tìm. Tuy nhiên, vì Lan Anh tìm ra chính xác 8/8 bộ số mật mã ban đầu, nhiều hơn Thành Đạt (tìm ra 7/8 bộ số chính xác) và hoàn thành nhanh hơn nên đã giành chiến thắng trận đấu này. |
| 2   | Đỗ Thành Đạt         | 2001     | Thái Bình  | Linh vật ẩn mình | 8 bộ mật mã gồm 3 chữ số được mã hóa trong 8 bộ nonogram. Hai tuyển thủ cần sử dụng tư duy logic để mã hóa và tìm ra 8 bộ số này bằng cách suy luận và đánh dấu tất cả các ô dựa trên các số gợi ý. Sau đó, căn cứ vào 8 bộ mật mã này để suy luận, tìm ra hình ảnh con trâu được ẩn trong ma trận số với hàng nghìn con số to nhỏ được sắp xếp theo các hướng khác nhau. Hai thí sinh xác định đáp án trong 30 hình ảnh con trâu để chỉ ra con trâu đã được giấu trong ma trận số. Đáp án được xác nhận khi một trong hai tuyển thủ bấm chuông giành quyền trả lời, tuyển thủ còn lại có 10 phút để hoàn thành thử thách. Người nào có đáp án chính xác và sử dụng thời gian ít hơn sẽ giành chiến thắng. | Cả hai đều đưa ra đáp án không chính xác cho số thứ tự tương ứng với con trâu cần tìm. Tuy nhiên, vì Lan Anh tìm ra chính xác 8/8 bộ số mật mã ban đầu, nhiều hơn Thành Đạt (tìm ra 7/8 bộ số chính xác) và hoàn thành nhanh hơn nên đã giành chiến thắng trận đấu này. |

#### Tập 9
| STT | Tên thí sinh        | Năm sinh | Tỉnh/thành            | Thử thách             | Mô tả | Diễn biến và kết quả |
| --- | ------------------- | -------- | --------------------- | --------------------- | --- | --- |
| 1   | Nguyễn Cảnh Duy Anh | 2004     | Thành phố Hồ Chí Minh | Mê cung thám điểm     | Trên sân khấu có 3 mê cung, mỗi mê cung chỉ có 1 đường ra. Từng mê cung được tách tùy ý thành 2 phần: trên - dưới, trước - sau, trái - phải để hình thành các mê cung lập thể. Hai tuyển thủ bước vào phía trong mê cung quan sát, suy luận và ghép các cặp mặt lại với nhau để hình thành 3 mê cung nguyên vẹn ban đầu, từ đó tìm đường ra cho mỗi mê cung; đồng thời phải tịnh tiến 3 đường ra vừa tìm được trong không gian để tìm giao điểm của chúng. Tuyển thủ chiến thắng trận đấu được xác định theo độ chính xác và thời gian sử dụng để hoàn thành thử thách. | Anh Quốc hoàn thành thử thách nhanh hơn Duy Anh, đưa ra tọa độ giao điểm chính xác nhưng tìm sai đường đi cho một mê cung. Duy Anh hoàn thành thử thách chậm hơn nhưng tìm ra đúng đường đi cho cả ba mê cung và có tọa độ giao điểm chính xác nên giành chiến thắng trận đấu này. |
| 1   | Hoàng Đình Anh Quốc | 2002     | Thành phố Hồ Chí Minh | Mê cung thám điểm     | Trên sân khấu có 3 mê cung, mỗi mê cung chỉ có 1 đường ra. Từng mê cung được tách tùy ý thành 2 phần: trên - dưới, trước - sau, trái - phải để hình thành các mê cung lập thể. Hai tuyển thủ bước vào phía trong mê cung quan sát, suy luận và ghép các cặp mặt lại với nhau để hình thành 3 mê cung nguyên vẹn ban đầu, từ đó tìm đường ra cho mỗi mê cung; đồng thời phải tịnh tiến 3 đường ra vừa tìm được trong không gian để tìm giao điểm của chúng. Tuyển thủ chiến thắng trận đấu được xác định theo độ chính xác và thời gian sử dụng để hoàn thành thử thách. | Anh Quốc hoàn thành thử thách nhanh hơn Duy Anh, đưa ra tọa độ giao điểm chính xác nhưng tìm sai đường đi cho một mê cung. Duy Anh hoàn thành thử thách chậm hơn nhưng tìm ra đúng đường đi cho cả ba mê cung và có tọa độ giao điểm chính xác nên giành chiến thắng trận đấu này. |
| 2   | Dương Lê Hoàng Hiệp | 2001     | Bến Tre               | Logic siêu tung hoành | Thử thách này được nâng cấp từ thử thách "Logic tung hoành" ở mùa 1. Trên màn hình có các viên bi chuyển động không ngừng với những màu sắc và con số khác nhau, trong đó có 5 bộ số và màu sắc. Tuyển thủ suy luận, tính toán để điền các số còn thiếu của mỗi màu, sau đó tìm ra quy luật và giải mã con số cuối cùng. Có 3 vòng thi với độ khó và số điểm tăng dần. Nếu trả lời sai ở bất cứ vòng nào, điểm thuộc về đối thủ. Người có số điểm cao hơn sau 3 vòng sẽ là người chiến thắng.                                                                           | Ở tất cả các lượt đấu, cả hai đều đưa ra đáp án chính xác, nhưng Hoàng Hiệp hoàn thành các đáp án của mình nhanh hơn Duy Bách nên đã giành chiến thắng trận đấu với tổng tỷ số 6-0.                                                                                                |
| 2   | Lê Duy Bách         | 1998     | Hà Nội                | Logic siêu tung hoành | Thử thách này được nâng cấp từ thử thách "Logic tung hoành" ở mùa 1. Trên màn hình có các viên bi chuyển động không ngừng với những màu sắc và con số khác nhau, trong đó có 5 bộ số và màu sắc. Tuyển thủ suy luận, tính toán để điền các số còn thiếu của mỗi màu, sau đó tìm ra quy luật và giải mã con số cuối cùng. Có 3 vòng thi với độ khó và số điểm tăng dần. Nếu trả lời sai ở bất cứ vòng nào, điểm thuộc về đối thủ. Người có số điểm cao hơn sau 3 vòng sẽ là người chiến thắng.                                                                           | Ở tất cả các lượt đấu, cả hai đều đưa ra đáp án chính xác, nhưng Hoàng Hiệp hoàn thành các đáp án của mình nhanh hơn Duy Bách nên đã giành chiến thắng trận đấu với tổng tỷ số 6-0.                                                                                                |

### Vòng Chung kết
| Chú giải | Thắng | Hòa |

#### Tập 10 và 11
| STT | Thí sinh mùa 1 (Năm sinh - Tỉnh/thành) | Thí sinh mùa 2 (Năm sinh - Tỉnh/thành) | Thử thách         | Mô tả | Diễn biến và kết quả |
| --- | -------------------------------------- | -------------------------------------- | ----------------- | --- | --- |
| 1   | Lương Tuấn Phi (1998 - Đắk Lắk)        | Nguyễn Đức Giang (1998 - Hà Nội)       | Mê trận cánh quạt | 100 cây quạt xòe được trưng bày cùng 100 cây quạt gấp tương ứng với các họa tiết đẹp mắt. Các bức tranh với đề tài chính là quê hương Việt Nam được chia ngẫu nhiên thành nhiều mảnh, mỗi mảnh được in trên một cánh quạt. Hai tuyển thủ có thời gian tối đa 60 phút để quan sát và ghi nhớ 100 cây quạt xòe. Sau đó, ban giám khảo chọn ngẫu nhiên 3 cây quạt gấp; thí sinh cần quan sát thông tin trên nếp quạt và tìm ra cây quạt xòe tương ứng với từng cây quạt gấp đó, sau đó dựa vào thông tin trên ba cây quạt xòe vừa tìm được để tìm ra những mảnh ghép trên các cây quạt xòe còn lại để ghép thành 3 bức tranh hoàn chỉnh ban đầu. Kết quả được xác định theo số đáp án chính xác và thời gian đưa ra đáp án của thí sinh. Thí sinh có kết quả tốt hơn sẽ giành chiến thắng. | Hai tuyển thủ quyết định bắt đầu thử thách ngay lập tức mà không sử dụng thời gian quan sát và ghi nhớ các cây quạt xòe. Về mặt thời gian, Đức Giang hoàn thành đáp án của mình nhanh hơn Tuấn Phi. Cả hai đều đưa ra đáp án chính xác cho hai cây quạt gấp đầu tiên. Đến cây quạt thứ ba, cả hai đều tìm được chính xác vị trí cây quạt gấp cần tìm, nhưng Đức Giang tìm chính xác tất cả 6 cây quạt, còn Tuấn Phi tìm sai 1 cây quạt. Kết quả, Đức Giang giành chiến thắng trận đấu này với tỷ số 3-2. |
| 2   | Hà Việt Hoàng (2000 - Hà Nội)          | Lâm Nhựt Thịnh (2001 - Tây Ninh)       | Bạch mã đồ        | Thử thách có 2 vòng đấu: - Vòng 1: Có 50 - 60 cụm từ gợi ý bao gồm các cụm từ chính xác và cụm từ gây nhiễu, cứ 3 cụm từ gợi ý tạo thành một từ khóa chính xác. Các cụm từ gợi ý bị xáo trộn ngẫu nhiên, các từ khóa của chương trình được xác định bằng các ô màu đỏ hoạt động theo quy tắc đầu - cuối trên bảng tọa độ. Ba tuyển thủ có tổng thời gian quan sát tối đa là 15 phút để liên kết các gợi ý, ghi nhớ và hệ thống các ô chữ. Sau 5 phút quan sát, hệ thống ô chữ sẽ biến mất, thí sinh sẽ chỉ quan sát được các gợi ý trong 10 phút còn lại để tư duy và kết nối các cụm từ gợi ý đúng. Kết thúc thời gian ghi nhớ, các thí sinh ghi đáp án lên bảng tọa độ và xác nhận bằng cách bấm nút dừng thời gian. Kết quả được xác định theo số đáp án đúng và thời gian trả lời của thí sinh. Hai thí sinh có kết quả tốt hơn được bước tiếp vào vòng 2. - Vòng 2: Luật tương tự vòng 1, nhưng một số ô màu đỏ trong hệ thống ô chữ bị ẩn đi và sau 5 phút, các từ khóa gợi ý sẽ biến mất, buộc tuyển thủ phải tự suy luận để hoàn thành đáp án của mình. Kết quả được xác định theo số đáp án đúng và thời gian trả lời của thí sinh. Thí sinh có kết quả tốt hơn sẽ giành chiến thắng. Lưu ý, trong thời gian ghi nhớ và hệ thống đáp án, nếu thí sinh đã có đáp án thì có thể trả lời ngay lập tức, nhưng không được nhìn lại các gợi ý ban đầu. | - Vòng 1: Về mặt thời gian, Thục Nữ trả lời nhanh nhất, sau đó đến Việt Hoàng và Nhựt Thịnh. Kết quả, Nhựt Thịnh trả lời sai ô chữ, còn Thục Nữ và Việt Hoàng trả lời đúng. Tuy nhiên, do Thục Nữ ghép hình sai cho vị trí xuất phát - về đích của con bạch mã, nên Việt Hoàng giành chiến thắng ở vòng này và được bước tiếp vào vòng 2. Ở vòng đấu phụ giữa Thục Nữ và Nhựt Thịnh, Thục Nữ đã giành chiến thắng tuyệt đối 3-0 trước Nhựt Thịnh và đi tiếp vào vòng 2 cùng Việt Hoàng. - Vòng 2: Cả Việt Hoàng và Thục Nữ đều trả lời đúng ô chữ của chương trình, nhưng Việt Hoàng trả lời nhanh hơn nên đã giành chiến thắng trận đấu này. |
| 2   | Hà Việt Hoàng (2000 - Hà Nội)          | Nguyễn Thục Nữ (1996 - Quảng Nam)      | Bạch mã đồ        | Thử thách có 2 vòng đấu: - Vòng 1: Có 50 - 60 cụm từ gợi ý bao gồm các cụm từ chính xác và cụm từ gây nhiễu, cứ 3 cụm từ gợi ý tạo thành một từ khóa chính xác. Các cụm từ gợi ý bị xáo trộn ngẫu nhiên, các từ khóa của chương trình được xác định bằng các ô màu đỏ hoạt động theo quy tắc đầu - cuối trên bảng tọa độ. Ba tuyển thủ có tổng thời gian quan sát tối đa là 15 phút để liên kết các gợi ý, ghi nhớ và hệ thống các ô chữ. Sau 5 phút quan sát, hệ thống ô chữ sẽ biến mất, thí sinh sẽ chỉ quan sát được các gợi ý trong 10 phút còn lại để tư duy và kết nối các cụm từ gợi ý đúng. Kết thúc thời gian ghi nhớ, các thí sinh ghi đáp án lên bảng tọa độ và xác nhận bằng cách bấm nút dừng thời gian. Kết quả được xác định theo số đáp án đúng và thời gian trả lời của thí sinh. Hai thí sinh có kết quả tốt hơn được bước tiếp vào vòng 2. - Vòng 2: Luật tương tự vòng 1, nhưng một số ô màu đỏ trong hệ thống ô chữ bị ẩn đi và sau 5 phút, các từ khóa gợi ý sẽ biến mất, buộc tuyển thủ phải tự suy luận để hoàn thành đáp án của mình. Kết quả được xác định theo số đáp án đúng và thời gian trả lời của thí sinh. Thí sinh có kết quả tốt hơn sẽ giành chiến thắng. Lưu ý, trong thời gian ghi nhớ và hệ thống đáp án, nếu thí sinh đã có đáp án thì có thể trả lời ngay lập tức, nhưng không được nhìn lại các gợi ý ban đầu. | - Vòng 1: Về mặt thời gian, Thục Nữ trả lời nhanh nhất, sau đó đến Việt Hoàng và Nhựt Thịnh. Kết quả, Nhựt Thịnh trả lời sai ô chữ, còn Thục Nữ và Việt Hoàng trả lời đúng. Tuy nhiên, do Thục Nữ ghép hình sai cho vị trí xuất phát - về đích của con bạch mã, nên Việt Hoàng giành chiến thắng ở vòng này và được bước tiếp vào vòng 2. Ở vòng đấu phụ giữa Thục Nữ và Nhựt Thịnh, Thục Nữ đã giành chiến thắng tuyệt đối 3-0 trước Nhựt Thịnh và đi tiếp vào vòng 2 cùng Việt Hoàng. - Vòng 2: Cả Việt Hoàng và Thục Nữ đều trả lời đúng ô chữ của chương trình, nhưng Việt Hoàng trả lời nhanh hơn nên đã giành chiến thắng trận đấu này. |
| 3   | Phạm Huy Hoàng (2000 - Hà Nội)         | Dương Lê Hoàng Hiệp (2001 - Bến Tre)   | Mã tung hoành     | Thử thách này là sự kết hợp của hai thử thách "Logic tung hoành" và "Mã đi tuần" từng xuất hiện trong chương trình; trong đó, các giá trị của bảng "Mã đi tuần" được ẩn giấu trong dãy số "Logic tung hoành". Trên bảng "Mã đi tuần", ban giám khảo lựa chọn điểm bắt đầu và điểm kết thúc, sau đó gán ô màu ở dãy nằm ngang tương ứng với giá trị tổng và hai ô màu ở dãy nằm dọc tương ứng với điểm bắt đầu và điểm kết thúc đã được xác định trước đó. Hai tuyển thủ quan sát các dãy màu chuyển động và thực hiện các phép toán để tìm ra các giá trị được ẩn giấu đó. Dựa vào các giá trị vừa tìm được ở "Logic tung hoành", hai thí sinh tiến hành giải bài toán "Mã đi tuần". Các nước đi của quân Mã sẽ bị ẩn đi, buộc tuyển thủ phải ghi nhớ lộ trình trong suốt quá trình thực hiện thử thách. Khi hoàn thành thử thách, kết quả được xác định theo độ chính xác và thời gian thực hiện thử thách của thí sinh. Thí sinh có kết quả tốt hơn sẽ giành chiến thắng. Lưu ý, quân Mã chỉ được phép đi qua mỗi ô trên bàn cờ một lần duy nhất; nếu không sẽ bị coi là phạm luật và thí sinh sẽ phải đi lại từ đầu. Sau khi quân Mã đi hết 64 ô trên bàn cờ và dừng lại ở điểm kết thúc, thí sinh được quyền sửa lại các ô tối đa 3 lần. | Hoàng Hiệp đưa ra đáp án nhanh hơn và chính xác cho tất cả các giá trị trong "Logic tung hoành", nhưng sai giá trị tổng của một dãy ngang và một dãy dọc ở bảng "Mã đi tuần". Huy Hoàng trả lời chậm hơn, cũng đưa ra đáp án đúng cho tất cả các giá trị "Logic tung hoành" nhưng sai giá trị tổng của tất cả các dãy dọc ở bảng "Mã đi tuần". Do đó, cả hai phải thi thêm một bộ đề dự phòng. Ở bộ đề dự phòng, cả hai đều đưa ra đáp án đúng cho các giá trị cần tìm trong "Logic tung hoành" cũng như bảng "Mã đi tuần", nhưng Hoàng Hiệp trả lời nhanh hơn Huy Hoàng nên đã giành chiến thắng trong trận đấu này.                         |

## Cố vấn/Ban giám khảo
| Giám khảo khoa học         | Phó giáo sư Tiến sĩ Trần Thành Nam. |

Giám khảo Khoa học, PGS.TS. Trần Thành Nam và Trưởng ban Cố vấn Khoa học, Kỷ lục gia Trí nhớ Thế giới Dương Anh Vũ tại Siêu trí tuệ Việt Nam mùa 2

| Ban giám khảo              | Nhà báo Lại Văn Sâm, ca sĩ Tóc Tiên và một giám khảo khách mời trong mỗi tập. Các giám khảo khách mời gồm có: - Tập 1, 4: Rapper Wowy - Tập 2: Cố vấn Khoa học Dương Anh Vũ, đạo diễn Nguyễn Quang Dũng - Tập 3: Rapper Rhymastic - Tập 5: Ca sĩ Soobin Hoàng Sơn - Tập 6: Nghệ sĩ ưu tú Chí Trung, ca sĩ Trúc Nhân - Tập 7, 8, 9: Cố vấn Khoa học Dương Anh Vũ - Tập 10, 11: Cố vấn Khoa học Dương Anh Vũ, rapper JustaTee                                                                       |
| Trưởng Ban Cố vấn Khoa học | Kỷ lục gia trí nhớ Thế giới Dương Anh Vũ |
| Cố vấn, hỗ trợ ra đề       | Tập 1: Thầy Phạm Phú Cường, trưởng khoa Kiến trúc, Đại học Kiến trúc Thành phố Hồ Chí Minh Tập 3: Nhà giáo Ưu tú - kiến trúc sư Khương Văn Mười, Phó chủ tịch Hội Kiến trúc sư Việt Nam Tập 4: - Thầy Trần Thúc Bào - Thanh Lâm (Quảng Ngãi) - Ảo thuật gia Nguyễn Phương - Thầy Nguyễn Phùng Phong – Chủ tịch Liên minh Siêu trí nhớ toàn cầu tại Việt Nam Tập 5: Nghệ nhân Origami Phạm Hoàng Tuấn Tập 6: Chu Đình Trung - người viết phần mềm hỗ trợ thí sinh cho phần thi "Sudoku lập phương" |

## Khách mời danh tiếng
| Tập | Khách mời |
| --- | --- |
| 1   | - Thầy Phạm Phú Cường, Trưởng khoa kiến trúc, Trường Đại học Kiến trúc Thành phố Hồ Chí Minh - Đỗ Nguyễn Trường Hải - Kiến trúc sư quy hoạch                           |
| 3   | - Kiến trúc sư Khương Văn Mười - phó chủ tịch Hội Kiến trúc sư Việt Nam                                                                                                |
| 4   | - Thầy Trần Thúc Bào - Ảo thuật gia Nguyễn Phương - Thầy Nguyễn Phùng Phong - Chủ tịch Tổ chức trí nhớ Việt Nam, chủ tịch hội đồng quản trị trung tâm Tâm Trí Lực      |
| 5   | - Thầy Nguyễn Phùng Phong - Chủ tịch Tổ chức trí nhớ Việt Nam, chủ tịch hội đồng quản trị trung tâm Tâm Trí Lực - Phạm Hoàng Tuấn - sáng tác gia Origami chuyên nghiệp |
| 6   | - Thầy Phạm Phú Cường, Trưởng khoa kiến trúc, Trường Đại học Kiến trúc Thành phố Hồ Chí Minh - GS.TS Lê Anh Vinh - Phó viện trưởng viện Khoa học Giáo dục Việt Nam     |
| 7   | - Vũ đoàn Bước Nhảy |

## Các sự việc xoay quanh chương trình
- Trong tập đầu tiên, ở bản phát sóng trên YouTube, chương trình đã mắc phải lỗi phụ đề tiếng Anh: câu Trấn Thành hỏi Hoàng Hiệp: "Đói là em làm không được hả? Sao mẹ sợ em đói dữ vậy?" được dịch thành "Can't you do maths when you're angry? Why is she so afraid you'll get angry?" trong khi chính xác phải thay từ "angry" bằng "hungry".[109]
- Trong quá trình phát sóng vòng Lộ diện của chương trình, một số khán giả cho rằng chương trình đã dàn dựng phần thi của các thí sinh từ trước nhằm lừa dối khán giả, chẳng hạn như phần thi Thư viện mini của thí sinh Nguyễn Thục Nữ.[110][111] Đáp trả sự phản ứng này, trong tập 3 của chương trình, khi chứng kiến phần thi Chòm sao tri thức của Thành Đạt, Lại Văn Sâm khẳng định:[112]

| “ | ... Có khá nhiều khán giả khiến tôi phải bức xúc và khiến tôi hơi bị phật ý, tự ái khi họ nghĩ rằng đây là sắp đặt từ trước.[...] Tôi chưa bao giờ biết nói dối trước mặt ai, khẳng định tất cả mọi thứ diễn ra hoàn toàn tại chỗ, quý vị xem có thể 1 tiếng rưỡi nhưng tại đây nó diễn ra tới 5-6 tiếng ghi hình [...]. Hơn nữa, trong trường quay có rất nhiều khán giả chứng kiến trực tiếp. Tôi muốn xin lỗi khán giả vì có sự trách cứ hơi vô lý vì nếu tôi ngồi ở nhà và xem qua ti vi, có lẽ tôi cũng sẽ tự hỏi rằng liệu nó có thật 100% hay không. Nhưng thật 100% thưa quý vị, dù có những điều cực khó tin. | ” |

- Nhiều khán giả cho rằng chiến thắng của Lan Anh trước Thành Đạt dựa trên số đáp án đúng ở phần thi nonogram trong tập 8 hoàn toàn không thuyết phục, đồng thời đề xuất cả hai phải tái đấu hoặc cùng bị loại để tạo công bằng.[113] Trước những ý kiến trái chiều này, thí sinh Duy Bách đã lên tiếng khẳng định dù không tìm ra chính xác con trâu cần tìm nhưng xét về phong độ, Lan Anh nổi trội hơn hẳn Thành Đạt.[114] Bản thân Thành Đạt cũng đã lên tiếng về sự việc, cho biết đối thủ của mình cũng đã bỏ ra nhiều công sức để đến được với cuộc thi, nên nếu đây là sự may mắn thì đó cũng là điều hoàn toàn hợp lý với những gì Lan Anh bỏ ra. "Sau phần thi này thất bại lớn nhất là sự bất cẩn của bản thân. Em đã không sửa lại con số ở dưới phần nonogram mà chỉ sửa trong bảng ghi đáp án [...] nên em phải chịu thôi. Chưa kể việc em hoàn toàn có thể làm 1 cách tỉ mỉ, cẩn thận, nhưng có lẽ em đã mắc thêm một sai lầm nữa từ chính việc chọn cách không viết gì lên bảng, nên thất bại ở vòng này cũng chính là bài học lớn mà em học được để hoàn thiện bản thân hơn trong tương lai.", Thành Đạt thừa nhận.[115] Nhà sản xuất chương trình cũng khẳng định kết quả trận đấu này hoàn toàn hợp lý và cho biết thêm cả hai đều thống nhất và đồng ý luật thi với ban tổ chức trước trận đấu rằng, nếu họ không tìm ra được con trâu chính xác thì sẽ xét tiếp kết quả ở phần thi nonogram. Người nào có nhiều đáp án chính xác hơn sẽ giành chiến thắng, trong trường hợp cả hai có số đáp án chính xác như nhau thì mới tiếp tục thi thêm bộ đề dự phòng.[116]

## Kỷ lục
- Số điểm cao nhất mà thí sinh đạt được trong mùa 2: Đỗ Thành Đạt[15][18] và Lê Duy Bách[32][34] - 150 điểm[117]

## Nhà tài trợ
- Nước uống tăng lực Sting vị Cafe (Suntory PepsiCo Việt Nam)
- Mì ăn liền 3 Miền (Reeva) - Uniben

### Đơn vị hỗ trợ
- Đạo cụ:
  - Tập 2: 
    - Samsung QLED TV 8K
    - Nhà xuất bản Trẻ
    - Nhà sách Nhã Nam
    - Nhà sách Phương Nam
    - Thư viện Khoa học Tổng hợp Thành phố Hồ Chí Minh
    - Thư viện Trung tâm Đại học Quốc gia Thành phố Hồ Chí Minh

  - Ideashop.vn
- Trang phục:
  - Adam Store
  - Icon Demn
  - Stheway
- Khác 
  - Trung tâm đào tạo giáo dục Tâm Trí Lực